# فلوتامید
فلوتامید (به انگلیسی: Flutamide)
رده درمانی: داروهای آنتی آندروژن غیر استروئیدی
اشکال دارویی: قرص

## موارد مصرف
کاربرد اصلی آن درمان سرطان پروستات مردان است که همراه با آنالوگهای GnRH مصرف میشود ولی برای ریزش موی مدل مردانه (وابسته به آندروژن) و آکنه نیز کاربرد دارد.

## مکانیسم اثر
آنتی آندروژن است و با بلوک گیرنده های آندروژنی اثر میکند.

## عوارض جانبی
این دارو هیچ گونه فعالیت پروژسترونی، استروژنی، کورتیکوئیدی، یا ضد گونادو تروپینی ندارد. مقادیر تستوسترون خون محیطی بدون تغییر می ماند یا کاهش می یابد.شایعترین عوارض جانبی خشکی پوست، افزایش اشتها کاهش لیبیدو، ژنیکوماستی، تهوع و عوارض کبدی است.
اخیراً به علت مسمومیت های کبدی هشدارهایی در باره مصرف این دارو، مخصوصاً برای کسانی که به جهت ریزش مو استفاده می کنند ارائه شده است.